# Szende Ferenc
Szende Ferenc, Studer Ferenc Béla (Hant, 1887. április 5. – Buenos Aires, 1955. december) operaénekes (basszbariton).

## Életútja
Hant községben született (jelenleg Aparhant része), Tolna megyében, azonban Babarc községben nevelkedett. Apja Szende (Studer) Mátyás kántor volt, anyja Walter Anna. Pécsett tanult, majd a bajai tanítóképzőben folytatta tanulmányait. Itt Pesti Ihász Lajos színtársulata működött, ezért kedvet kapott a színészethez. Egy társával átment Szekszárdra Szabadhegyi Aladárhoz, egy vidéki vándorszíntársulat igazgatójához, és itt 1903-ban színész lett. Előmenetele könnyű volt, mert jól tudott zongorázni, és nemegyszer ő kísérte itt a zenés előadásokat. Ezután elkerült Nagyváradra, Somogyi Károly társulatához, Szatmárt Heves Béla igazgatónál szerepelt, majd 1909-ben kántornak választották meg Bátaszéken. Az egyhangú nyárspolgári élet nem volt ínyére, ezért elszerződött Temesvárra, játszott Budán és Pozsonyban. 1913. április 1-jétől 1938-ig a Magyar Királyi Operaház tagja volt, 1932-től az intézmény örökös tagja, 1944-ig pedig rendezője. Ebben az évben kivándorolt.
1908 szeptember havában nősült először, felesége Krassói (Dimitrovics) Józsa, Krassói Sándor és Bátori Erzsébet leánya, akit 1908. június 8-án, pünkösdhétfőn vett feleségül Marosvásárhelyen. Már elváltként 1918. december 14-én Budapesten, a Terézvárosban feleségül vette Schmidt Annát, akitől 1935-ben elvált. 1935. október 16-án Budapesten, a Józsefvárosban házasságot kötött a nála 22 évvel fiatalabb Stürmer Mária Antóniával.

## Fontosabb szerepei
- Hans Sachs (Wagner: A nürnbergi mesterdalnokok)
- Leporello (Mozart: Don Giovanni)
- Germont (Verdi: Traviata)
- Mephisto (Faust)
- báró Ochs (Rózsalovag)
- a főpap (Sámson és Delila)
- a Wotanok, Péter cár (Észak csillaga)
- a király (Lohengrin)
- Don Pizarro (Fidelio)
- Alfio (Parasztbecsület)
- a vajda, Kund és a szellem (A vajda tornya)
- Collín (Bohémélet)
- a király (Aida)
- Scarpia (Tosca)
- Escarnillo (Carmen)
- Cilley (Hunyadi László)
- Gianni Schicchi Figaro, Kurwerial (Tristan és Izolda)
- Zoltán (Farsangi lakodalom)
- Creon és Himök (Oedipus rex)